# Comuna Mîhailopil, Ivanivka
Mîhailopil (în ucraineană Михайлопіль) este o comună în raionul Ivanivka, regiunea Odesa, Ucraina, formată din satele Kozlove, Marțianove și Mîhailopil (reședința).

## Demografie
Componența lingvistică a comunei Mîhailopil
     Ucraineană (95,35%)
     Rusă (3,88%)
     Alte limbi (0,78%)
Conform recensământului din 2001, majoritatea populației comunei Mîhailopil era vorbitoare de ucraineană (95,35%), existând în minoritate și vorbitori de rusă (3,88%).